# Göteborgs Botanischer Garten

Übersichtsplan. 1. Ein- und Ausgang, 2. Das Geschäft, 3. Spiegeldamm, 4. Gewächshäuser, 5. Lauchgewächse, 6. Gemüsegarten, 7. Kräutergarten, 8. Bambus, 9. Ausdauernde Pflanzen, 10. Restaurant und café, 11. Buschwindröschen-Tal, 12. Rhododendronpark, 13. Steingarten, 14. Japan-Tal

Göteborgs Botanischer Garten (Göteborgs botaniska trädgård) liegt im Ortsteil Änggården des Stadtbezirks Majorna-Linné in Göteborg. Der Hauptteil ist 175 Hektar groß und wurde 1923 im Zusammenhang mit der 300-Jahr-Feier der Stadt eingeweiht. Etwa 135 Hektar im angrenzenden Naturreservat dienen dem Botanischen Garten als Arboretum. Im Gegensatz zu anderen Botanischen Gärten in Schweden ist er nicht an die örtliche Universität angeschlossen. Er war dagegen bis 1998 im Eigentum der Stadt Göteborg und gehört seitdem der Provinz Västra Götalands län.
Der Garten hat entscheidenden Anteil an der Erhaltung der Baumart Toromiro (Sophora toromiro), die ursprünglich auf der Osterinsel endemisch war.
Als Symbol des Gartens wurde das Buschwindröschen gewählt.

## Geschichte
Im Zusammenhang mit den 300-Jahr-Feierlichkeiten Göteborgs entschloss sich die Stadtverwaltung zur Einrichtung eines Botanischen Gartens. Für die Planung wurde der Biologe und Geologe Rutger Sernander angeworben, der seinen Kollegen Carl Johan Fredrik Skottsberg mit der Leitung der Arbeiten beauftragte. Skottsberg war anschließend der erste Direktor des Gartens. Die finanzielle Sicherstellung des 2,2 Millionen Kronen teuren Projektes, wurde mit Geldern aus einem Donation-Fond des Industriemagnaten Charles Felix Lindberg  gewährleistet. Das Grundstück, in dem auch der ehemalige Gutshof Stora Änggården liegt, gehörte schon vorher der Stadt. Die Bauarbeiten wurden 1916 begonnen doch sie verzögerten sich bis nach der 300-Jahr-Feier (1921) und so fand die Einweihung erst am 8. Juli 1923 statt.
1956 erhielt der Garten Samen des vermutlich letzten erhaltenen Toromiro-Baumes. Diese hatte der norwegische Naturforscher und Abenteurer Thor Heyerdahl auf seiner Osterinsel-Expedition (1955/56) gesammelt. Erst drei Jahre nach der Ankunft versuchte man daraus Pflanzen zu ziehen. Fünf Samen konnten im folgenden Jahr zum Keimen gebracht werden. Aus Stecklingen wurden weitere Pflanzenexemplare gewonnen, die an andere Botanische Gärten weitergegeben, dort aufgezogen und vermehrt wurden. Das Göteborger Exemplar befindet sich heute im Gewächshaus des Botanischen Gartens.

## Der Park
Der Garten wurde in einem hügeligen Gelände, das zum Naturreservat hin ansteigt, angelegt. Dies ermöglichte eine einfache Trennung der einzelnen Bereiche. Hier gibt es einen großen Steingarten mit etwa 5000 verschiedenen Pflanzenarten. In den 1950er Jahren ließ der damalige Intendant Gustaf Tor Nitzelius das „Japan-Tal“ mit aus Ostasien importierten Gewächsen einrichten. In anderen Bereichen werden ausdauernde Pflanzen, Lauchgewächse und Rhododendren präsentiert.
Etwa 4000 verschiedene Arten die nicht im Freiland kultiviert werden können, befinden sich im Gewächshaus. Dazu zählt auch Schwedens größte Orchideen-Sammlung mit etwa 1500 Arten.

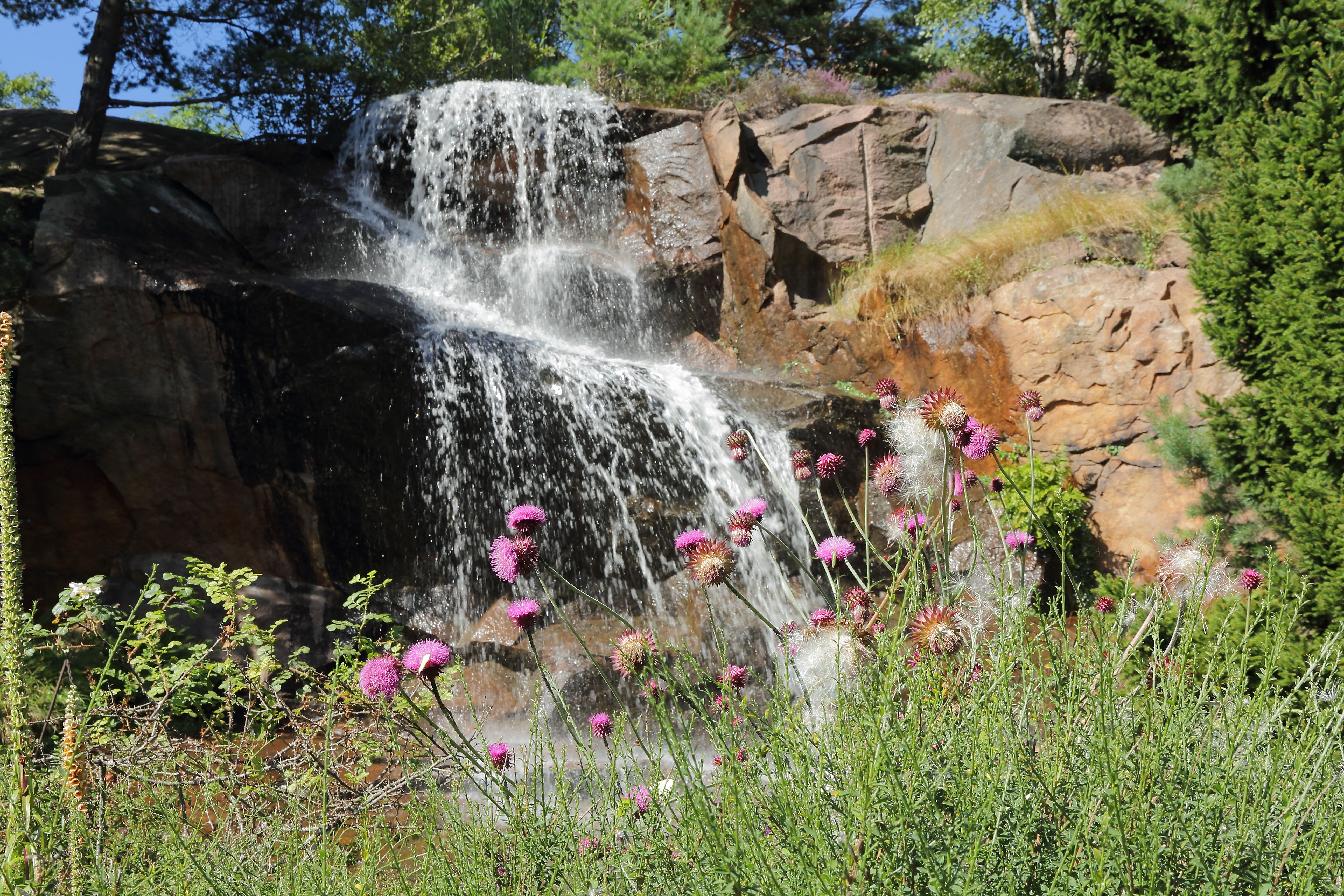
Steingarten.
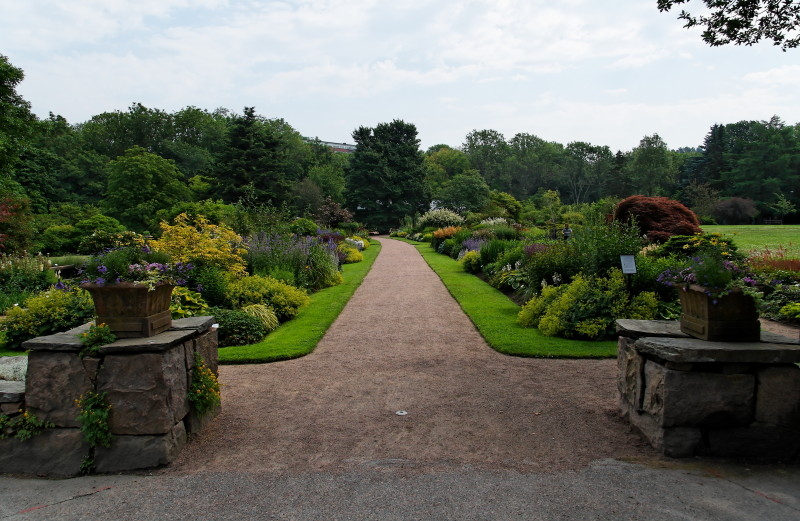
Ausdauernde Pflanzen.
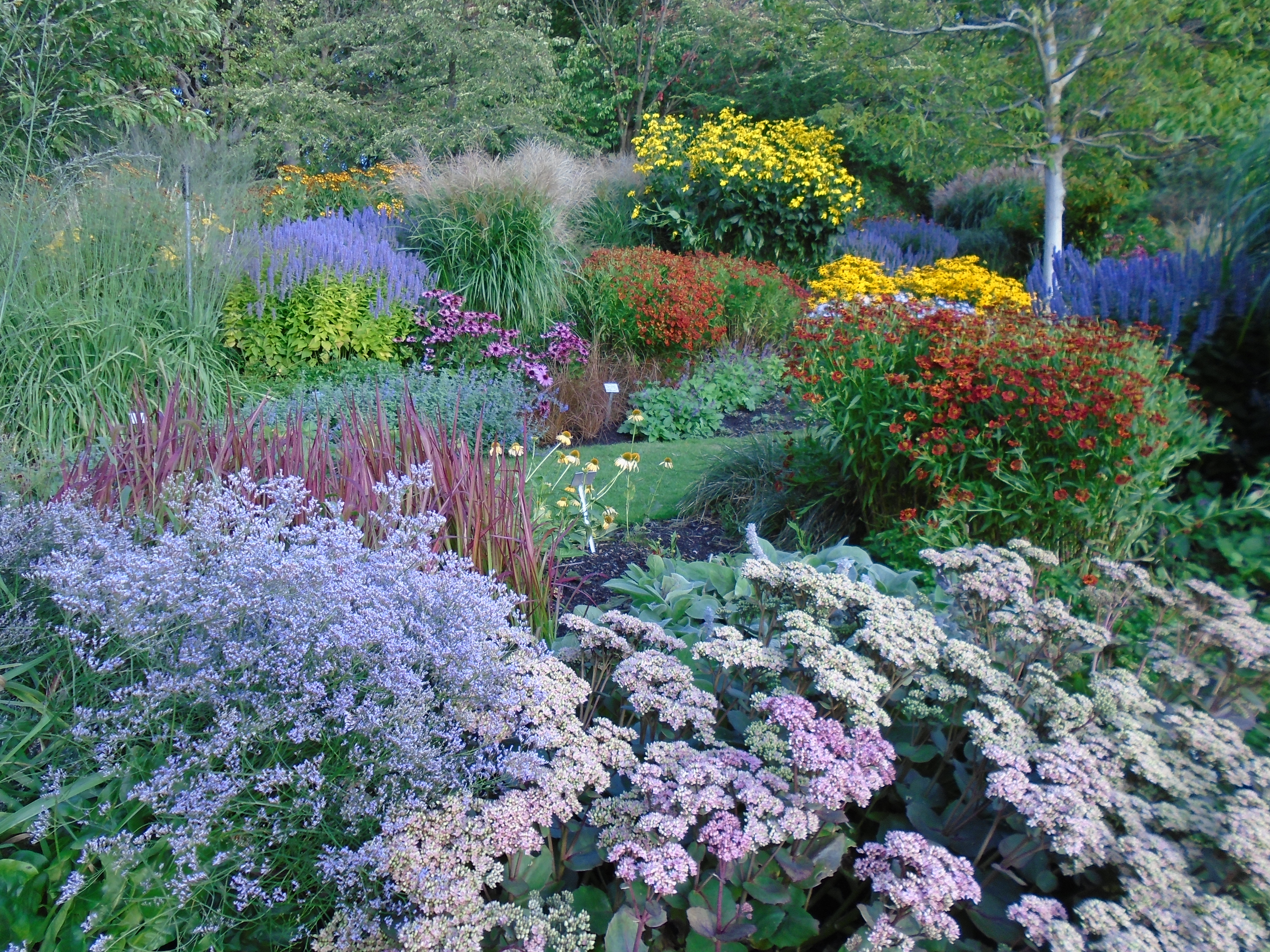
Ausdauernde Pflanzen blumen.
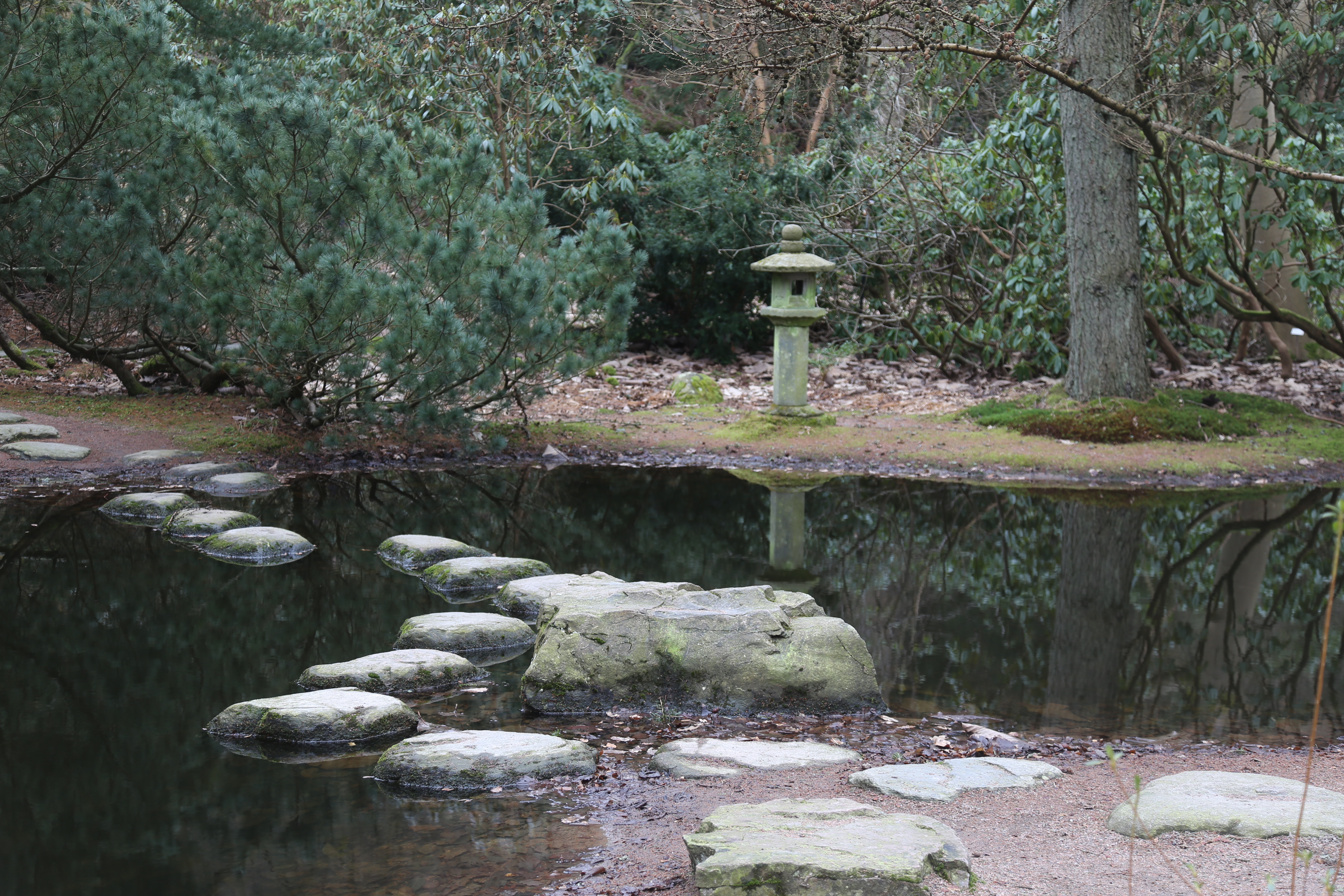
Japan-Tal.
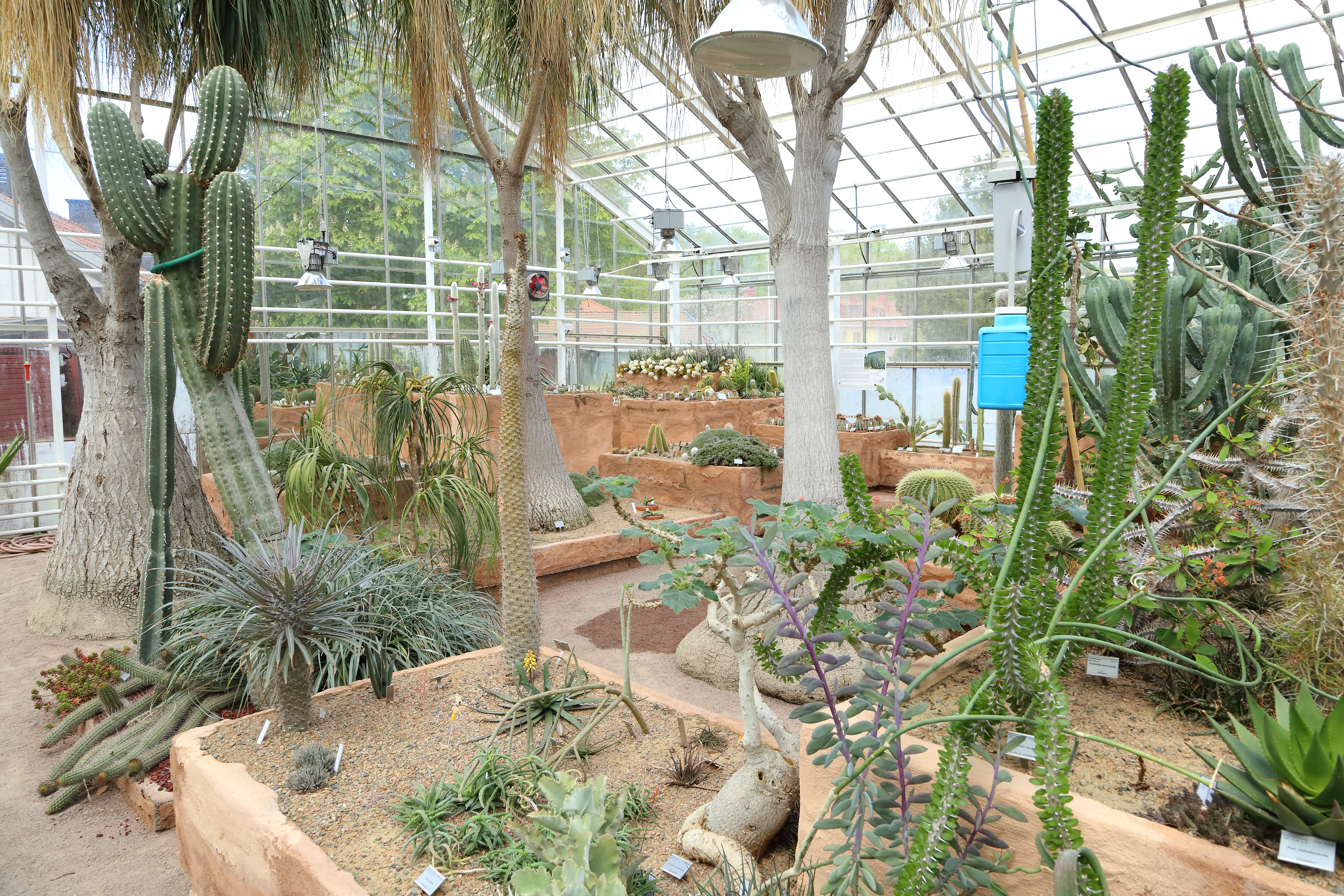
Sukkulenten im Gewächshaus.
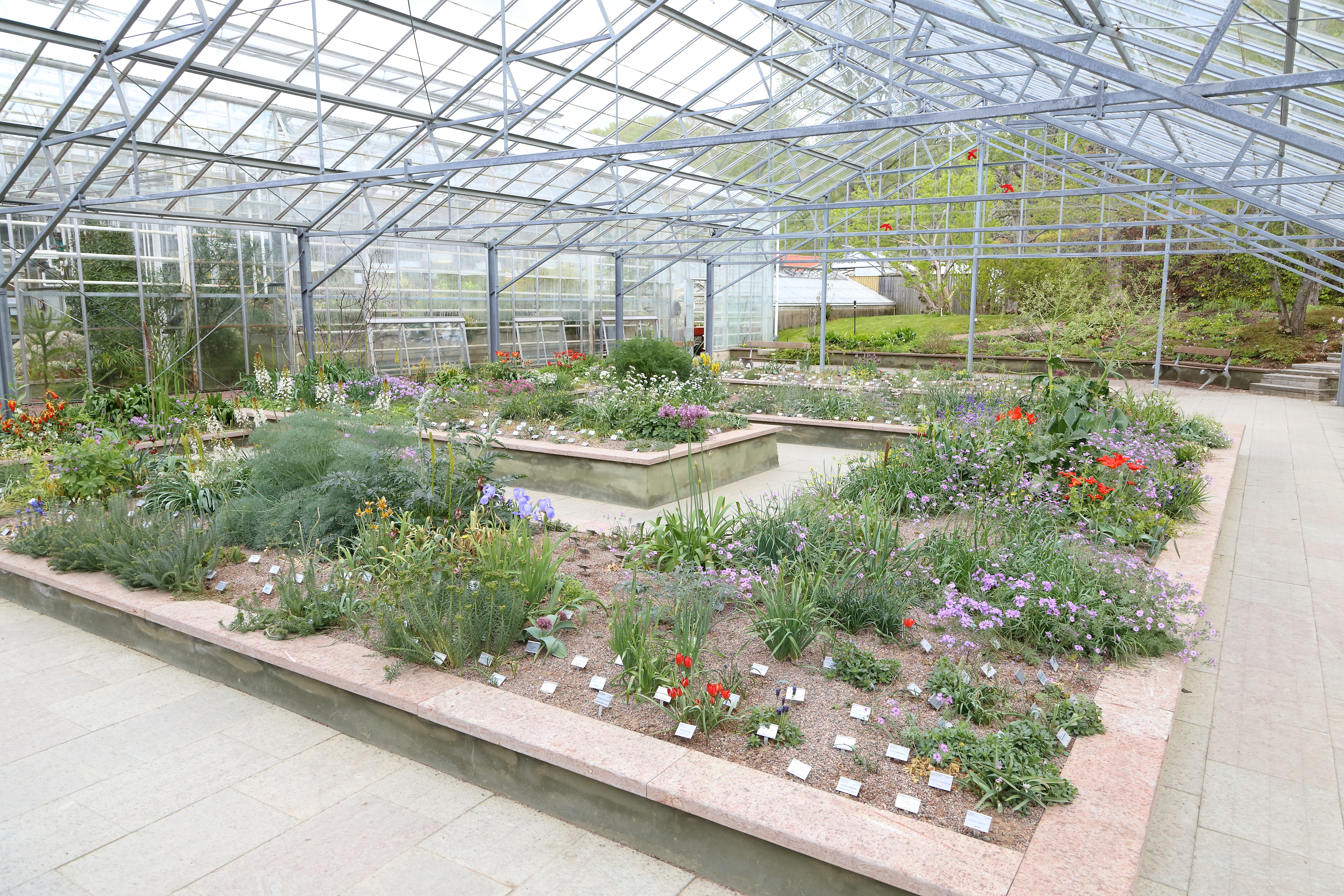
Lauchgewächsegarten.
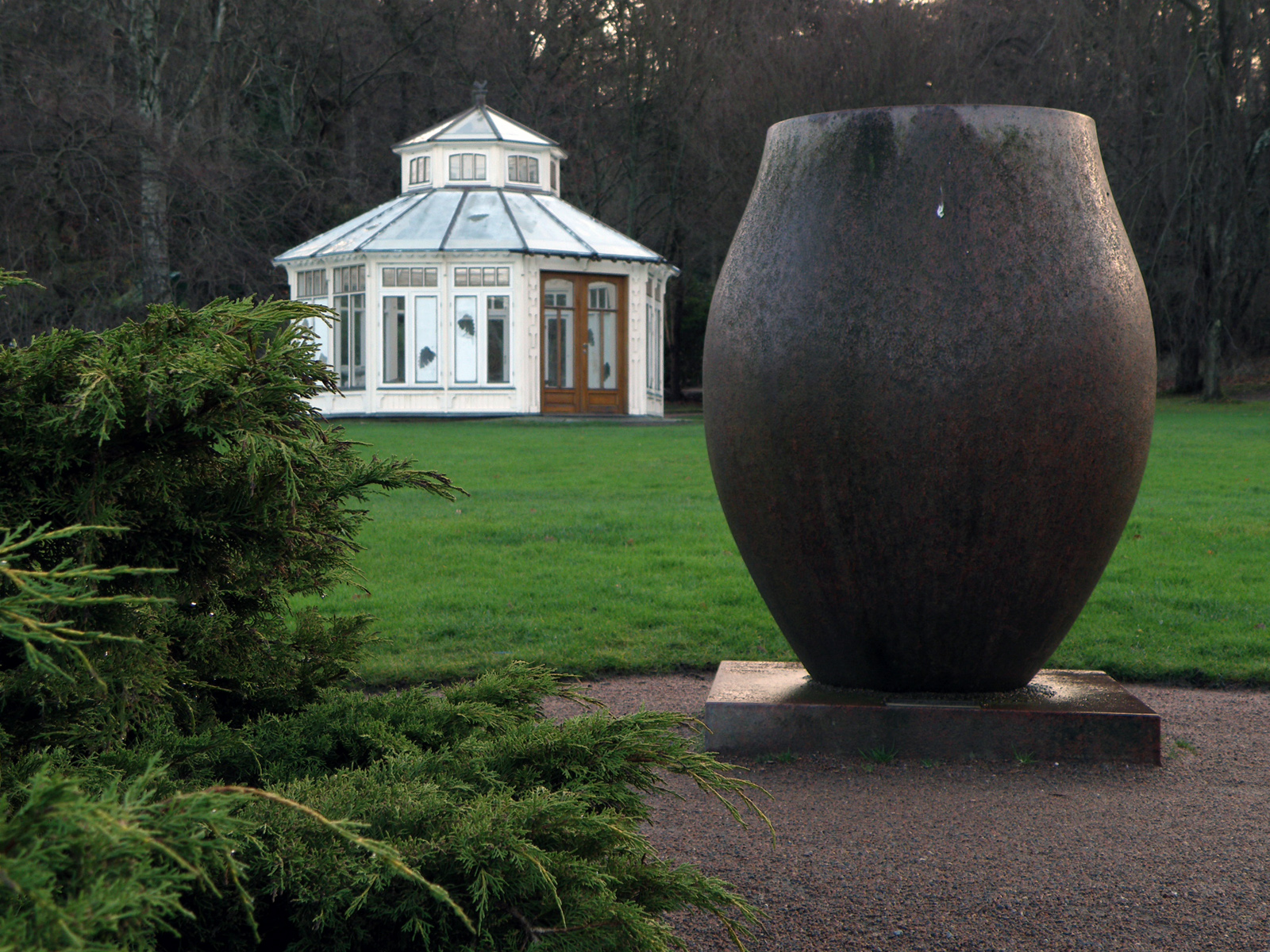
Ein Pavillon.

## Gebäude
- Das Verwaltungsgebäude entstand nach Plänen des Architekten Arvid Mattsson Bjerke. Es wurde 1926 eröffnet und 1936 erhielt es einen Flügel für das Herbarium.
- Die gelbe Villa des ursprünglichen Herrenhofes Stora Änggården von 1812 liegt oberhalb des Gewächshauses. Sie wurde 1912 unter Leitung des Architekten Sigfrid Ericson renoviert und dient heute als Personalwohnung.
- Das hölzerne Bootsmannhaus oder Blaue Haus (Blå huset) von 1794 stand ursprünglich im Hafengelände der Stadt, ungefähr an der Stelle des Amerika-Terminals (Amerikaskjulet). Nach der Demontage 1917 erfolgte die Wiedererrichtung nahe dem Bambus-Garten im Botanischen Garten. Auch hier sind Personalwohnungen eingerichtet.
- Den Gartenpavillon im Kräutergarten hatte der Stadtarchitekt Bernhard Carlberg im späten 18. Jahrhundert für seinen eigenen Garten konstruiert.
- Das einzige Gebäude im Garten mit Anschluss an die Universität Göteborg ist die Botanische Institution. Sie entstand bis 1971 nach Plänen der Architekten Stig Hansson und Walter Kiessling.[5]

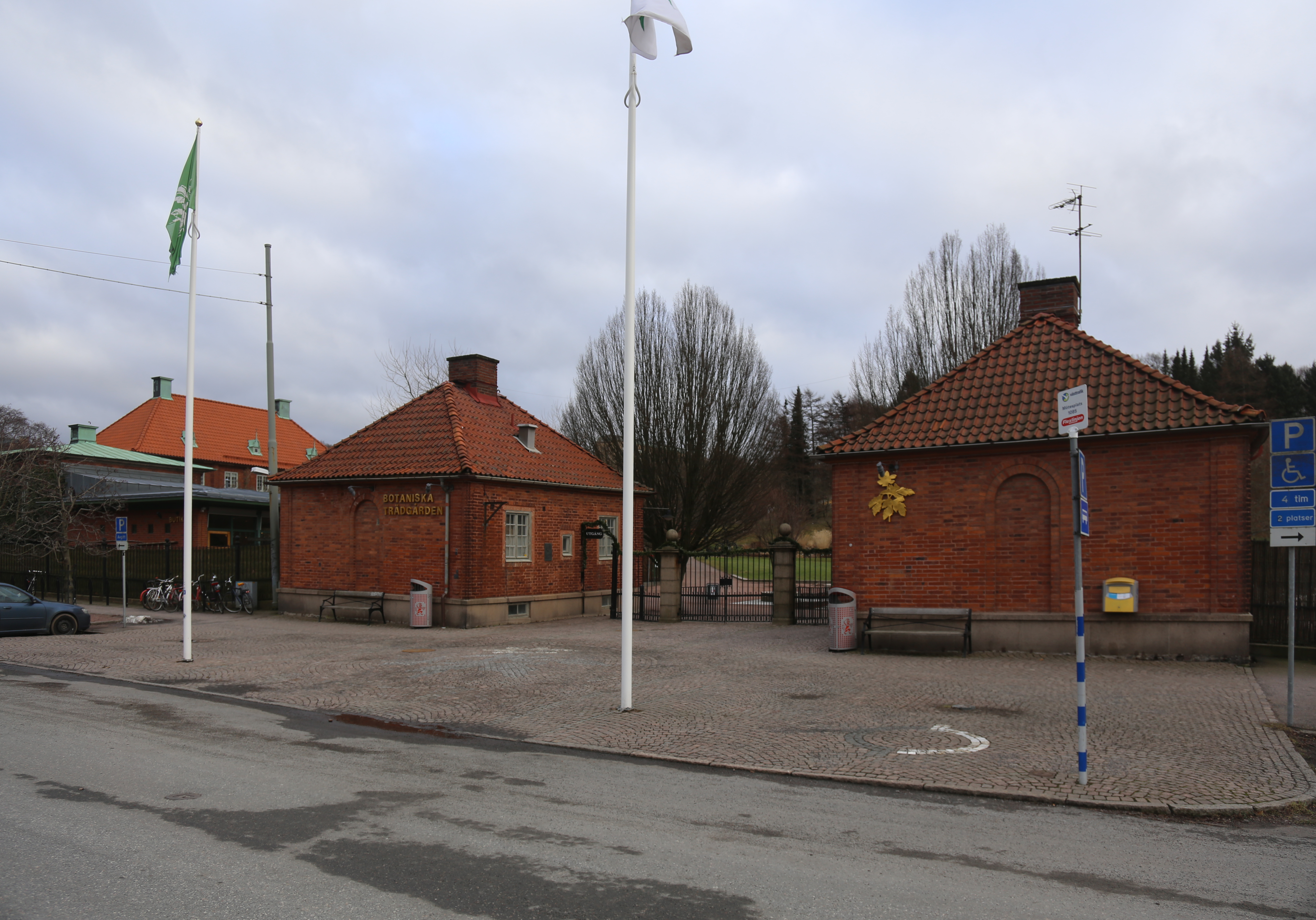
Das Eingang von Carl Skottsbergs gata.
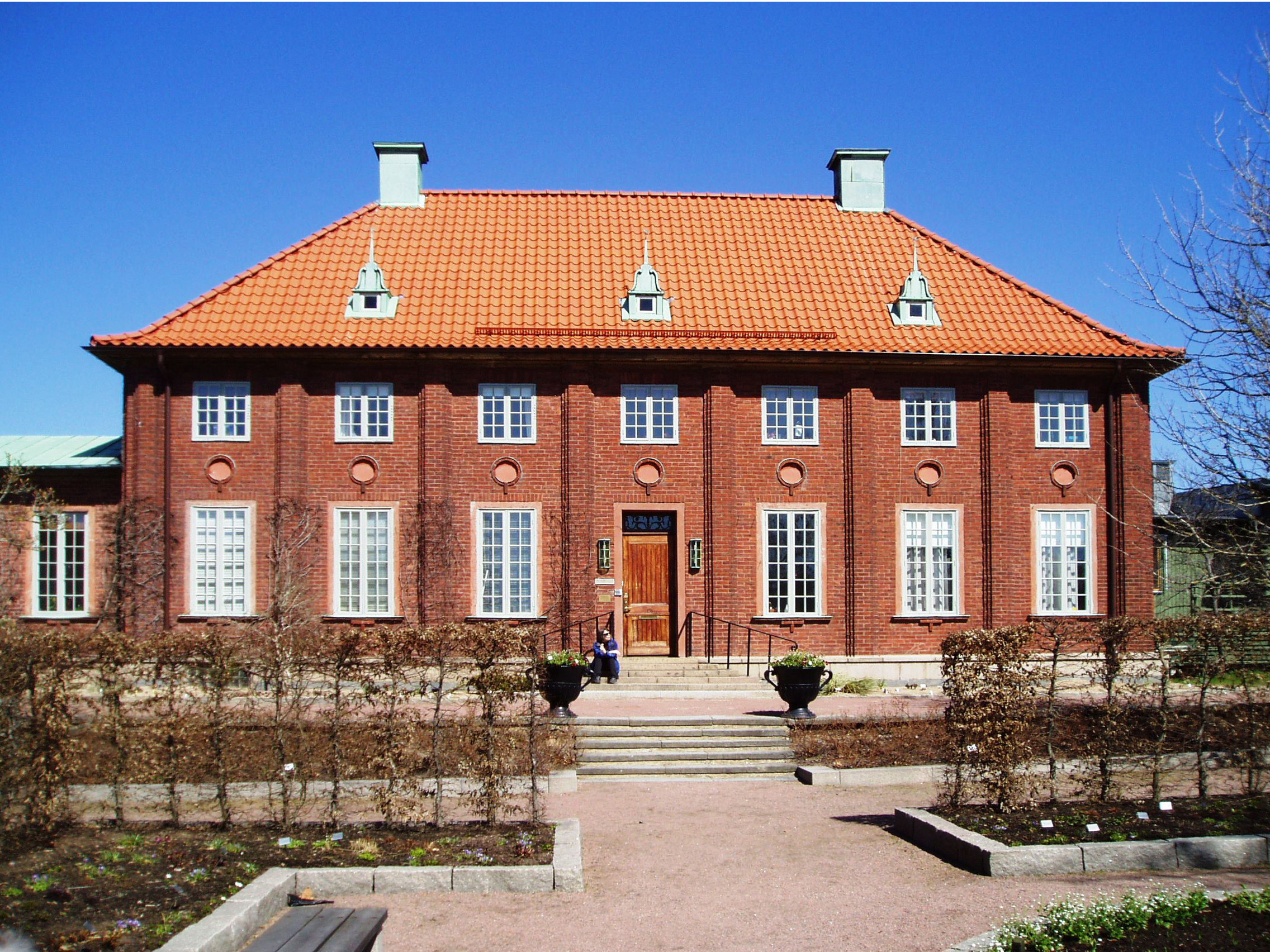
Das Verwaltungsgebäude.
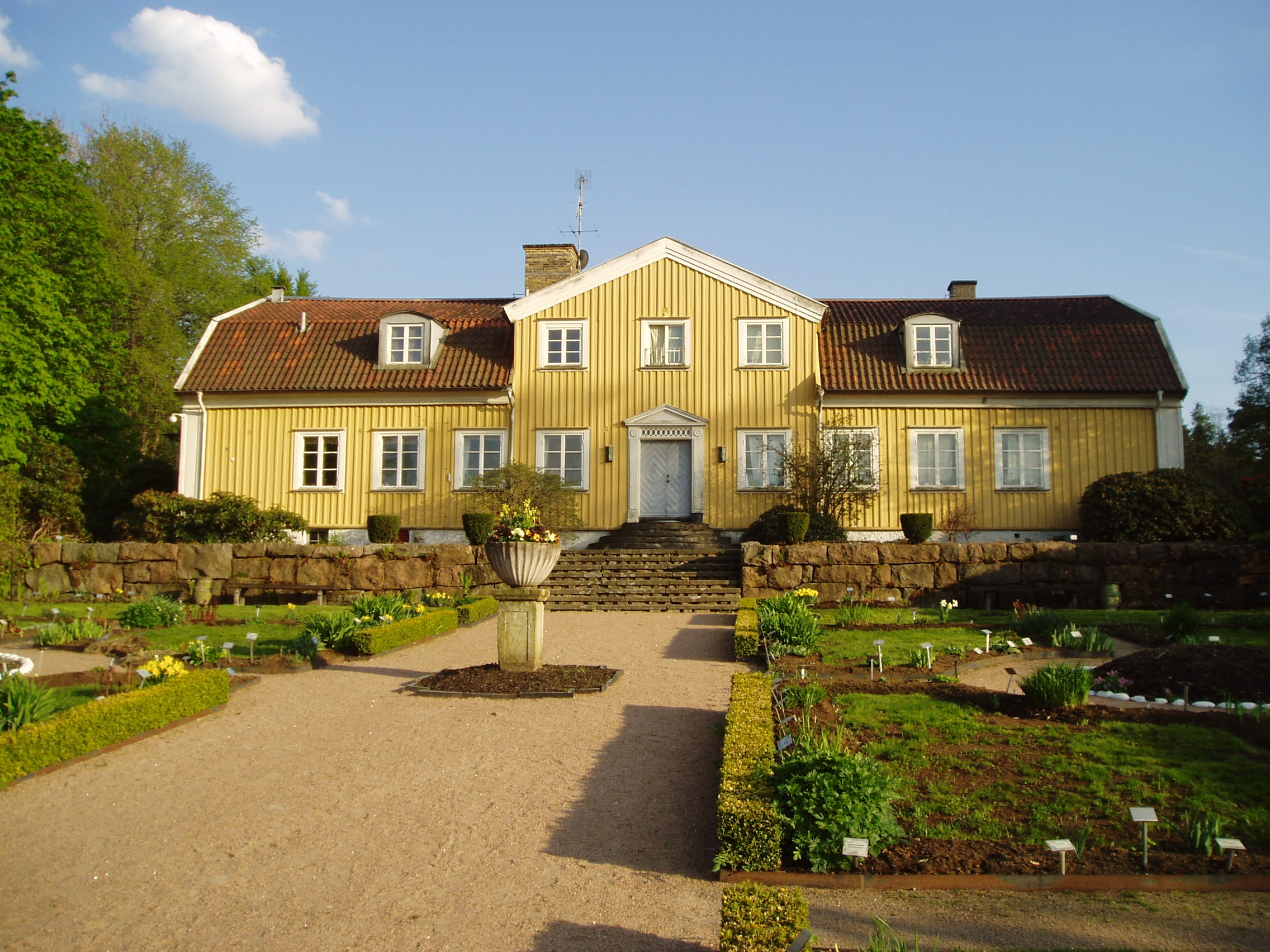
Stora Änggården.

## Auszeichnungen
Die Gartenanlage wurde 2017 mit dem Europäischen Gartenpreis in der Kategorie   „Sonderpreis der Stiftung Schloss Dyck“ ausgezeichnet.

## Referenzliteratur
- Celander, Rigmor; Holmberg Mona, Celander Rigmor (1996): Nordiskt ljus och italiensk hetta: sommarblommor à la Göteborgs botaniska trädgård. Göteborg: Göteborgs botaniska trädgård. ISBN 91-87068-26-5
- Neuendorf, Magnus; Johansson Ingemar (Botaniker), Erlandsson Marianne (2002): Halva världens växter: en bok om växthusen i Göteborgs botaniska trädgård. Göteborg: Göteborgs botaniska trädgård. ISBN 91-87068-34-6
- Hvar 8 dag : illustreradt magasin, [7 oktober 1923 - 28 september 1924], D F Bonnier, Göteborg 1924, S. 614ff